# Lady Janet
Le Lady Janet, parfois surnommé Lady J, est un navire hôpital dédié aux soins dentaires appartenant à la région Pomeroon-Supenaam. Il écume les eaux du Guyana pour le ministère de la Santé du Guyana depuis 2011 afin de facilité l’accès aux soins dans les régions les plus pauvres.

## Dénomination
Le navire est nommé « Lady Janet », en référence à l’ancienne présidente du Guyana Janet Jagan,. Il est parfois surnommé « Lady J »,,.

## Fonctions
Le navire est destiné à faciliter l’accès aux soins dentaires dans les régions les plus pauvres du Guyana. Il peut également remplir des missions de soins oculaires. Il sert également d'ambulance le long du Pomeroon, transportant les cas d'urgence à l'hôpital Oscar Joseph situé à Charity (en).

## Histoire
Le Lady Janet est inauguré en 2011 à Charity en présence de Leslie Ramsammy (en), ministre de la santé du Guyana, lors du mois de l’hygiène bucco-dentaire au Guyana,. Il est le premier navire dédié aux soins dentaires en service dans les Caraïbes.
Immobilisé pendant plusieurs années en raison de problèmes de moteur, il mouille sur le Pomeroon, à Charity, avant d’être remis en service en 2018.
À la suite de sa réfection, le bateau est remis en service en 2022 en présence de Frank Anthony (en), ministre de la santé.
En août 2024, il est perçu comme étant dans un état de détérioration avancé.